# 迪爾巴赫河
49°58′44.5″N 11°31′33″E / 49.979028°N 11.52583°E
迪爾巴赫河（德語：Dühlbach），是德國的河流，位於該國東南部，由巴伐利亞負責管轄，屬於紅美因河的左支流，河道全長5.8公里，流域面積17.7平方公里。